# خاطيني (مسرحية)
خاطيني مسرحية جزائرية من إنتاج مسرح مستغانم الجهوي لعام 2020م وإخراج أحمد رزاق الذي قدم المسرحية في قالب الكوميديا السوادء ولمدة 80 دقيقة حيث سدد المخرج أحمد رزاق سهامه الناقدة نحو الأنظمة الفاسدة التي يتحكم فيها الشيوخ الذين فوّتوا الفرص عن الشباب، الأمر الذي جعل هذه الفئة تختار الهجرة كحل لمصير حياتهم

## أحداث
تتناول المسرحية حالة “خاطيني” شاب جامعي لم يسعفه الحظ في الحصول على فرصة عمل ليبقى الوحيد الذي لم يغادر الوطن, رغم نيته القيام بذلك, إلا أن هذا الأخير يجهل كونه محل بحث من قبل السلطات العليا للبلد لأداء وجب إعادة تعمير الأمة.و بين الرغبة في المغادرة و عدم القدرة على التخلي عن الوطن يعيش “خاطيني” حالة تشتت حقيقية. ،حيث ينجرف الشاب خاطيني بعاطفته في حبّ صديقته “إيمان”، ويختار التظاهر في وجه النظام السياسي القائم في بلده؛ بهدف تغيير الأوضاع نحو مستقبل أفضل. وتتمكن السلطات من إلقاء القبض عليه؛ ما يولّد حالة من الحسرة والأسى عند أمه وأبيه وصديقته. وتقرّر الأمّ الخروج إلى الشارع من أجل ابنها، لتنتهي المسرحية بصرخة “إيمان”، قائلة: “خلاص”، فيسقط أفراد النظام منقلبين على بعضهم.

## أدوار
- بوحجر بودشيش (والد خاطيني)،
- سميرة صحراوي (خالتي-أم خاطيني)،
- عيسى شواط (رئيس الجمهورية المعاق)،
- ربيع أوجاوت (قائد أركان الجيش)،
- صبرينة قريشي (صرهودة، زوجة رئيس الجمهورية وكاتبة خطاباته)،
- حورية بهلول (فيفي- الصحفية)،
- فؤاد بن دبابة (بلحملاوي- مستشار الرئيس).

## الطاقم التقني
- الموسيقى: صوفي عبد القادر.
- الديكور: محمد قطّاوي
- تقنيّ الصوت: براسيل محمّد،
- بن أحمد حمزة: ريجيسور،
- عمامرة سمير: تقني الإضاءة،
- ساعد في الإخراج: بشير بوجمعة.

## جوائز
1. الجائزة الكبرى للمهرجان الوطني للمسرح المحترف “محي الدين بشطاري” شهر ديسمبر.2020[6][7]